# Fußball-Rheinlandpokal 2017/18
Der Fußball-Rheinlandpokal 2017/8 ist die 75. Austragung des Fußballwettbewerbs der Männer. An dem Fußballpokalwettbewerb sind alle Herrenmannschaften des Fußballverbands Rheinland aus der 3. Liga, der Regionalliga Südwest, der Oberliga Rheinland-Pfalz/Saar, der Rheinlandliga, der drei Bezirksligastaffeln Ost, Mitte und West, sowie die Qualifikanten der jeweiligen Kreispokal-Wettbewerbe.

## Modus
Der Fußball-Rheinlandpokal wird im K.-o.-Modus ausgetragen. Steht es nach 90 Minuten Unentschieden, geht das Spiel in die Verlängerung von zwei mal 15 Minuten. Sollte auch nach der Verlängerung kein Sieger feststehen geht es ins Elfmeterschießen. Innerhalb der 90 Minuten hat jede Mannschaft drei Auswechselmöglichkeiten. Bei einer Verlängerung darf jede Mannschaft eine vierte Auswechslung vornehmen.

## Teilnehmende Mannschaften
An dem Wettbewerb sind zweite Mannschaften teilnahmeberechtigt.
| 3. Liga | Regionalliga Südwest |
| --- | --- |
| - kein Teilnehmer | - TuS Koblenz |
| Fußball-Oberliga | Rheinlandliga |
| - FC Karbach - FSV Salmrohr - FV Engers 07 - Eintracht Trier - TuS Rot-Weiß Koblenz | - FSV Trier-Tarforst - SG 06 Betzdorf - SG 99 Andernach - SG 2000 Mülheim-Kärlich - SG Ellscheid - SG Malberg - SG Mendig - SG Neitersen - Sportfreunde Eisbachtal - SV Mehring - SV Morbach - SV Windhagen - TSV Emmelshausen - TuS Mayen - TuS Oberwinter - VfB Linz |
| Bezirksliga | Kreisliga |
| - Ahrweiler BC - Ata Sport Urmitz - FC Bitburg - FC Cosmos Koblenz - FC Metternich - SG Ahrbach - SG Arzfeld - SG Buchholz - SG Elbert - SG Ellingen - SG Geisfeld - SG Gönnersdorf - SG Hundsangen - SG Hochwald/Zerf - SG HWW Emmerichenhain - SG Leiwen-Köwerich - SG Lüxem - SG Mengerschied - SG Mörschbach - SG Müden - SG Müschenbach - SG Niederburg - SG Osterspai - SG Ralingen - SG Ruwertal - SG Saartal Schoden - SG Schneifel/Stadtkyll - SG Vordereifel Müllenbach - SG Wallenborn - SG Wallmenroth - SG Weitefeld - SG Westerburg - SpVgg EGC Wirges - SV Anadolu Spor Koblenz - SV Gering-Kollig - SV Konz - SV Vesalia Oberwesel - TuS Burgschwalbach - TuS Kirchberg - TuS Kröv - TuS Montabaur - TuS Mosella Schweich - TuS Rheinböllen - VfB Wissen - VfL Bad Ems - VfL Hamm | - FC Unkel - FC Niederlützingen - DJK Kruft/Kretz II - DJK Neustadt-Fernthal - DJK Pluwig-Gusterath - Hermeskeiler SV - SG Alsdorf - SG Arzbach - SG Baldenau Hundheim - SG Buchholz - SG Eifelhöhe Beuren - SG Gladbach - SG Großkampen - SG Gusenburg - SG Herdorf II - SG Herforst - SG Hocheifel Leimbach - SG Horchheim II - SG Horressen-Elgendorf - SG Kaub - SG Miehlen - SG Neuerkirch III - SG Neumagen-Dhron - SG Nusbaum - SG Osburg - SG Prümer Land-Rommersheim - SG Reitzenhain - SG Rennerod - SG Steineroth - SG St. Katharinen II - SG Westum - SpVgg Burgbrohl - SpvGG Cochem - SpVgg Minderlittgen-Hupperath - SSV Hattert - SSV Heimbach-Weis - SV Neunkirchen-Steinborn - SV Oberzissen - SV Sirzenich - SV Spay - SV Tawern - SV Zeltingen-Rachtig - TuS Daun - VfB Rotenhain/Bellingen - VfL Kesselheim - VfL Oberbieber - VfR Koblenz |

## Termine
Die Spielrunden werden an folgenden Terminen ausgetragen:
- 1. Runde: 1. – 15. August 2017
- 2. Runde: 30. August – 13. September 2017
- 3. Runde: 19. – 27. September 2017
- Achtelfinale: 17. – 18. Oktober 2017
- Viertelfinale: 15. – 22. November 2017
- Halbfinale: 11. April 2018
- Finale: 21. Mai 2018

## 1. Runde
| Datum                 |                               | Ergebnis                         |                           |
| --------------------- | ----------------------------- | -------------------------------- | ------------------------- |
| 01.08.2017, 18:30 Uhr | SG Gladbach                   | 1:3 (0:1)                        | SV Leiwen-Köwerich        |
| 01.08.2017, 20:00 Uhr | SV Oberzissen                 | 3:1 (2:0)                        | SG Mörschbach             |
| 02.08.2017, 18:30 Uhr | SG Buchholz                   | 0:3 (0:2)                        | SV Vesalia 08 Oberwesel   |
| 02.08.2017, 18:30 Uhr | TuS Kröv                      | 3:4 (0:2)                        | SV Morbach                |
| 02.08.2017, 19:00 Uhr | VfR Koblenz                   | 1:4 (1:3)                        | TuS Rheinböllen           |
| 02.08.2017, 19:30 Uhr | SG Horressen-Elgendorf        | 1:3 (1:2)                        | VfB Linz                  |
| 02.08.2017, 19:30 Uhr | VfL Bad Ems                   | 0:4 (0:2)                        | SG Neitersen              |
| 02.08.2017, 19:30 Uhr | SG Ahrbach                    | 3:3 n. V. (1:1, 2:2) (7:6 i. E.) | SG 06 Betzdorf            |
| 02.08.2017, 19:30 Uhr | SG Reitzenhain                | 0:2 (0:1)                        | SpVgg EGC Wirges          |
| 02.08.2017, 19:30 Uhr | SSV Hattert                   | 0:3 n. V. (0:0)                  | SG Elbert                 |
| 02.08.2017, 19:30 Uhr | SG Kaub                       | 1:2 (0:2)                        | SG Osterspai              |
| 02.08.2017, 19:30 Uhr | SG Rennerod                   | 3:2 n. V. (0:1, 2:2)             | SG Wallmenroth            |
| 02.08.2017, 19:30 Uhr | SG Arzbach                    | 4:3 (1:0)                        | TuS Burgschwalbach        |
| 02.08.2017, 19:30 Uhr | SG Alsdorf                    | 1:3 (1:1)                        | SG Hundsangen             |
| 02.08.2017, 19:30 Uhr | VfL Oberbieber                | 2:4 n. V. (1:1, 2:2)             | TuS Montabaur             |
| 02.08.2017, 19:30 Uhr | SG Steineroth                 | 0:2 n. V. (0:0, 0:0)             | SG Ellingen               |
| 02.08.2017, 19:30 Uhr | SG St. Katharinen II          | 1:4 (1:1)                        | VfL Hamm                  |
| 02.08.2017, 19:30 Uhr | SG Herdorf II                 | 1:5 (0:3)                        | SG Müschenbach            |
| 02.08.2017, 19:30 Uhr | FC Unkel                      | 1:6 (0:4)                        | SG Weitefeld              |
| 02.08.2017, 19:30 Uhr | SovGG Cochem                  | 3:1 (1:0)                        | TSV Emmelshausen          |
| 02.08.2017, 19:30 Uhr | FC Cosmos Koblenz             | 3:3 n. V. (3:2, 3:3) (4:7 i. E.) | SG 99 Andernach           |
| 02.08.2017, 19:30 Uhr | SV Spay                       | 3:5 (1:1)                        | TuS Kirchberg             |
| 02.08.2017, 19:30 Uhr | DJK Kruft/Kretz               | 0:6 (0:2)                        | SG Müden                  |
| 02.08.2017, 19:30 Uhr | FC Horchheim II               | 1:0 (0:0)                        | SG Vordereifel Müllenbach |
| 02.08.2017, 19:30 Uhr | VfL Kesselheim                | 1:0 (0:0)                        | SG Mengerscheid           |
| 02.08.2017, 19:30 Uhr | SpVgg Burgbrohl               | 0:2 (0:1)                        | SG Gönnersdorf            |
| 02.08.2017, 19:30 Uhr | SG Westum                     | 2:4 (1:2)                        | SV Gering-Kollig          |
| 02.08.2017, 19:30 Uhr | SG Eifelhöhe Beuren           | 4:2 (2:1)                        | SG Niederburg             |
| 02.08.2017, 19:30 Uhr | FC Niederlützingen            | 0:3 (0:3)                        | Ahrweiler BC              |
| 02.08.2017, 19:30 Uhr | SG Neuerkirch III             | 1:2 (1:1)                        | SV Anadolu Spor Koblenz   |
| 02.08.2017, 19:30 Uhr | SG Herforst                   | 0:5 (0:1)                        | SG Ellscheid              |
| 02.08.2017, 19:30 Uhr | SV Neunkirchen-Steinborn      | 0:3 (0:2)                        | FSV Trier-Tarforst        |
| 02.08.2017, 19:30 Uhr | SG Neumagen-Dhron             | 0:4 (0:2)                        | SV Mehring                |
| 02.08.2017, 19:30 Uhr | SG Großkampen                 | 1:5 (0:0)                        | SG Wallenborn             |
| 02.08.2017, 19:30 Uhr | SpVgg Minderlittgen-Hupperath | 0:4 (0:2)                        | SV Konz                   |
| 02.08.2017, 19:30 Uhr | SG Osburg                     | 1:2 (1:1)                        | SG Saartal Schoden        |
| 02.08.2017, 19:30 Uhr | SG Zeltingen-Rachtig          | 0:4 (0:3)                        | SG Arzfeld                |
| 02.08.2017, 19:30 Uhr | DJK Pluwig-Gusterath          | 1:3 (0:3)                        | TuS Mosella Schweich      |
| 02.08.2017, 19:30 Uhr | SG Nusbaum                    | 2:2 n. V. (1:1, 2:2) (5:7 i. E.) | SG Hochwald/Zelf          |
| 02.08.2017, 20:00 Uhr | Ata Spor Urmitz               | 2:4 (0:1)                        | SG Mendig                 |
| 02.08.2017, 20:00 Uhr | TuS Daun                      | 2:4 (1:2)                        | SG Schneifel/Stadtkyll    |
| 04.08.2017, 19:30 Uhr | SSV Heimbach-Weis             | 0:1 (0:0)                        | VfB Wissen                |
| 04.08.2017, 19:30 Uhr | SV Tawern                     | 3:1 (1:0)                        | SG Buchholz               |
| 05.08.2017, 16:00 Uhr | SG Hocheifel Leimbach         | 0:3 (0:1)                        | FC Metternich             |
| 05.08.2017, 17:00 Uhr | DJK Neustadt-Fernthal         | 0:1 (0:1)                        | SG HWW Emmerichenhain     |
| 05.08.2017, 17:00 Uhr | Hermeskeiler SV               | 0:6 (0:1)                        | SG Lüxem                  |
| 05.08.2017, 17:30 Uhr | VfB Rotenhain/Bellingen       | 0:8 (0:6)                        | SG Westerburg             |
| 05.08.2017, 18:00 Uhr | SV Sirzenich                  | 6:4 (2:2)                        | SG Ruwertal               |
| 06.08.2017, 15:00 Uhr | SG Baldenau Hundheim          | 0:3 (0:0)                        | SG Geisfeld               |
| 06.08.2017, 15:00 Uhr | SG Gusenburg                  | 0:13 (0:6)                       | FC Bitburg                |
| 08.08.2017, 20:00 Uhr | SG Prümer Land-Rommersheim    | 1:4 n. V. (0:0, 1:1)             | SG Ralingen               |
| 15.08.2017, 20:00 Uhr | SG Miehlen                    | 1:4 (0:1)                        | SG Malberg                |

## 2. Runde
| Datum                 |                         | Ergebnis                         |                         |
| --------------------- | ----------------------- | -------------------------------- | ----------------------- |
| 30.08.2017, 17:45 Uhr | SV Konz                 | 0:6 (0:0)                        | Eintracht Trier         |
| 30.08.2017, 19:30 Uhr | SG Müschenbach          | 1:0 (1:0)                        | SG Neitersen            |
| 30.08.2017, 19:30 Uhr | SpVgg EGC Wirges        | 1:1 n. V. (0:0, 1:1) (4:6 i. E.) | SG Hundsagen            |
| 30.08.2017, 19:30 Uhr | TuS Rheinböllen         | 1:0 (0:0)                        | TuS Oberwinter          |
| 30.08.2017, 19:30 Uhr | FC Metternich           | 1:2 (0:1)                        | SG 99 Andernach         |
| 30.08.2017, 19:30 Uhr | SV Anadolu Spor Koblenz | 1:2 n. V. (0:0, 1:1)             | FV Engers 07            |
| 30.08.2017, 19:30 Uhr | VfL Kesselheim          | 1:2 (0:0)                        | SV Gering-Kollig        |
| 30.08.2017, 19:30 Uhr | SpvGG Cochem            | 0:4 (0:2)                        | FC Karbach              |
| 30.08.2017, 19:30 Uhr | Ahrweiler BC            | 3:4 (2:2)                        | TuS Rot-Weiß Koblenz    |
| 30.08.2017, 19:30 Uhr | SV Oberzissen           | 3:4 (2:4)                        | SG 2000 Mülheim-Kärlich |
| 30.08.2017, 19:30 Uhr | SV Tawern               | 1:1 (0:1, 1:1) (i. E.)           | SG Hochwald/Zerf        |
| 30.08.2017, 19:30 Uhr | TuS Mosella Schweich    | 1:4 (1:1)                        | FSV Salmrohr            |
| 30.08.2017, 19:30 Uhr | FC Bitburg              | 3:0 (1:0)                        | SG Ellscheid            |
| 30.08.2017, 19:30 Uhr | SV Sirzenich            | 3:2 (2:1)                        | SG Lüxem                |
| 30.08.2017, 19:30 Uhr | SG Arzfeld              | 4:3 n. V. (2:1, 3:3)             | SG Wallenborn           |
| 30.08.2017, 20:00 Uhr | SG Westerburg           | 1:0 (1:0)                        | VfB Linz                |
| 30.08.2017, 20:00 Uhr | VfL Hamm                | 3:2 n. V. (0:2, 2:2)             | TuS Montabaur           |
| 30.08.2017, 20:00 Uhr | SG HWW Emmerichenhain   | 2:0 n. V. (0:0, 0:0)             | SG Ellingen             |
| 30.08.2017, 20:00 Uhr | SG Saartal Schoden      | 3:1 (1:0)                        | FSV Trier-Tarforst      |
| 30.08.2017, 20:00 Uhr | SG Eifelhöhe Beuren     | 0:4 (0:3)                        | SV Leiwen-Köwerich      |
| 31.08.2017, 19:30 Uhr | SG Rennerod             | 1:1 n. V. (1:0, 1:1) (2:5 i. E.) | SG Weitefeld            |
| 05.09.2017, 19:30 Uhr | SG Elbert               | 1:6 (0:1)                        | Sportfreunde Eisbachtal |
| 05.09.2017, 20:00 Uhr | SG Osterspai            | 0:1 n. V. (0:0, 0:0)             | SV Windhagen            |
| 05.09.2017, 20:00 Uhr | SV Vesalia 08 Oberwesel | 0:1 (0:0)                        | TuS Koblenz             |
| 05.09.2017, 20:00 Uhr | SG Schneifel/Stadtkyll  | 3:1 (2:1)                        | SG Badem                |
| 06.09.2017, 19:30 Uhr | SG Ahrbach              | 4:0 (1:0)                        | SG Malberg              |
| 06.09.2017, 19:30 Uhr | SG Arzbach              | 1:4 (0:0)                        | VfB Wissen              |
| 06.09.2017, 19:30 Uhr | FC Horchheim II         | 0:3 (0:0)                        | SC Gönnersdorf          |
| 06.09.2017, 19:30 Uhr | SG Müden                | 3:2 (0:2)                        | SG Mendig               |
| 06.09.2017, 19:45 Uhr | TuS Kirchberg           | 5:4 n. V. (2:1, 3:3)             | TuS Mayen               |
| 11.09.2017, 20:00 Uhr | SG Ralingen             | 1:4 (1:2)                        | SV Mehring              |
| 13.09.2017, 19:30 Uhr | SG Geisfeld             | 3:4 (1:2)                        | SV Morbach              |

## 3. Runde
| Datum                 |                    | Ergebnis                         |                         |
| --------------------- | ------------------ | -------------------------------- | ----------------------- |
| 19.09.2017, 19:30 Uhr | SG Hundsagen       | 2:4 (2:3)                        | SG HWW Emmerichenhain   |
| 19.09.2017, 19:30 Uhr | SG Müden           | 0:2 (0:1)                        | TuS Koblenz             |
| 20.09.2017, 19:00 Uhr | FC Bitburg         | 1:5 (0:1)                        | Eintracht Trier         |
| 20.09.2017, 19:30 Uhr | SG Westerburg      | 0:1 (0:0)                        | FV Engers 07            |
| 20.09.2017, 19:30 Uhr | VfB Wissen         | 2:2 n. V. (2:2, 2:2) (6:4 n. E.) | SV Windhagen            |
| 20.09.2017, 19:30 Uhr | SC Gönnersdorf     | 0:2 (0:1)                        | TuS Rot-Weiß Koblenz    |
| 20.09.2017, 19:30 Uhr | SV Gering-Kollig   | 1:5 (1:3)                        | FC Karbach              |
| 20.09.2017, 19:30 Uhr | TuS Rheinböllen    | 0:3 (0:1)                        | SG 99 Andernach         |
| 20.09.2017, 19:30 Uhr | SG Arzfeld         | 2:5 (0:3)                        | SV Morbach              |
| 20.09.2017, 19:30 Uhr | TuS Kirchberg      | 1:2 (0:2)                        | FSV Salmrohr            |
| 20.09.2017, 19:30 Uhr | SV Sirzenich       | 3:2 (2:1)                        | SV Leiwen-Köwerich      |
| 20.09.2017, 20:00 Uhr | SG Ahrbach         | 1:4 (1:1)                        | SG 2000 Mülheim-Kärlich |
| 20.09.2017, 20:00 Uhr | SV Tawern          | 0:4 (0:1)                        | SG Schneifel/Stadtkyll  |
| 26.09.2017, 20:00 Uhr | VfL Hamm           | 1:4 1:2)                         | Sportfreunde Eisbachtal |
| 27.09.2017, 19:30 Uhr | SG Müschenbach     | 1:3 (0:1)                        | SG Weitefeld            |
| 20.09.2017, 19:30 Uhr | SG Saartal Schoden | 1:5 (1:2)                        | SV Mehring              |

## Achtelfinale
| Datum                 |                         | Ergebnis                         |                         |
| --------------------- | ----------------------- | -------------------------------- | ----------------------- |
| 17.10.2017, 19:00 Uhr | SG Weitefeld            | 1:6 (0:4)                        | TuS Koblenz             |
| 17.10.2017, 19:30 Uhr | SV Morbach              | 0:3 (0:0)                        | Eintracht Trier         |
| 18.10.2017, 19:00 Uhr | FV Engers 07            | 0:2 (0:0)                        | TuS Rot-Weiß Koblenz    |
| 17.10.2017, 19:30 Uhr | SG 2000 Mülheim-Kärlich | 4:4 n. V. (2:1, 4:4) (7:9 n. E.) | Sportfreunde Eisbachtal |
| 17.10.2017, 19:30 Uhr | VfB Wissen              | 3:1 (1:0, 1:1)                   | SG HWW Emmerichenhain   |
| 17.10.2017, 19:30 Uhr | FC Karbach              | 3:4 n. V. (1:0, 2:2)             | FSV Salmrohr            |
| 17.10.2017, 19:30 Uhr | SV Sirzenich            | 3:2 (0:1)                        | SG 99 Andernach         |
| 17.10.2017, 20:00 Uhr | SG Schneifel/Stadtkyll  | 3:1 (2:0)                        | SV Mehring              |

## Viertelfinale
| Datum                 |                      | Ergebnis  |                         |
| --------------------- | -------------------- | --------- | ----------------------- |
| 15.11.2017, 19:30 Uhr | TuS Rot-Weiß Koblenz | 4:1 (2:0) | FSV Salmrohr            |
| 15.11.2017, 20:00 Uhr | VfB Wissen           | 2:0 (0:0) | SG Schneifel/Stadtkyll  |
| 15.11.2017, 20:00 Uhr | SV Sirzenich         | 1:3 (1:0) | Sportfreunde Eisbachtal |
| 22.11.2017, 18:30 Uhr | Eintracht Trier      | 0:3 (0:1) | TuS Koblenz             |

## Halbfinale
| Datum                 |                         | Ergebnis                         |                      |
| --------------------- | ----------------------- | -------------------------------- | -------------------- |
| 11.04.2018, 19:00 Uhr | Sportfreunde Eisbachtal | 4:4 n. V. (1:1, 2:2) (8:9 n. E.) | TuS Rot-Weiß Koblenz |
| 11.04.2018, 19:30 Uhr | VfB Wissen              | 0:3 (0:3)                        | TuS Koblenz          |

## Finale
| TuS Rot-Weiß Koblenz                                     | TuS Rot-Weiß Koblenz | TuS Koblenz | TuS Koblenz |
| -------------------------------------------------------- | --- | --- | ----------- |
| TuS Rot-Weiß Koblenz                                     | \| 21. Mai 2018 um 12:35 Uhr in Koblenz (Stadion Oberwerth) \| \| Ergebnis: 1:0 (0:0) \| \| Zuschauer: 7.473 \| \| Schiedsrichter: Benedikt Kempkes \| | \| 21. Mai 2018 um 12:35 Uhr in Koblenz (Stadion Oberwerth) \| \| Ergebnis: 1:0 (0:0) \| \| Zuschauer: 7.473 \| \| Schiedsrichter: Benedikt Kempkes \| | TuS Koblenz |
| 21. Mai 2018 um 12:35 Uhr in Koblenz (Stadion Oberwerth) | | |             |
| Ergebnis: 1:0 (0:0)                                      | | |             |
| Zuschauer: 7.473                                         | | |             |
| Schiedsrichter: Benedikt Kempkes                         | | |             |